# موتور محمد حسين صافي نجاد (وكيل أباد)
موتور محمد حسین صافي نجاد (بالإنجليزية: Mowtowr-e Mohammad Hoseyn Safi Nezhad)‏ هي منطقة سكنية تقع في إيران في قسم وکيل أباد الريفي. يقدر عدد سكانها بـ 30 نسمة .